# 日本の各放送局における歴代オリンピックテーマソング
日本の各放送局における歴代オリンピックテーマソング（にほんのかくほうそうきょくにおけるれきだいオリンピックテーマソング）では、ソウルオリンピック（1988年）に始まった、日本の各放送局（NHK、民放5局）のオリンピック・パラリンピック歴代テーマソングについて記す。

## 概要

### NHK
かつてはパラリンピックのテーマはオリンピックとは別のものを使用していたが、2008年からは同一の楽曲を使用するようになった。
オリンピック以外の楽曲に、アジア競技大会での中継テーマソングとして1994年広島大会では「ヒロイン 〜あの日の涙を忘れない〜」（岡村孝子）、2014年仁川大会では「終わらない未来」（ファンキー加藤）、2018年ジャカルタ・パレンバン大会では「Wake Up」（エレファントカシマシ）がテーマソングとして起用されている。
NHKのオリンピック中継テーマソングを担当した歌手がその年の『NHK紅白歌合戦』に出場するという事例は長らく実現しなかった。初めてこのケースが実現したのは、2004年の『第55回NHK紅白歌合戦』に「栄光の架橋」で出場したゆずが最初である。ちなみに、以後冬季・夏季共にこのテーマソングを担当した歌手はそのオリンピック前後年の紅白に出場してそれを歌唱するようになっていたが、2016年リオ五輪のテーマソング「Hero」を担当した安室奈美恵は、その年の『第67回NHK紅白歌合戦』には出場しなかった。ただし、2017年放送の『第68回NHK紅白歌合戦』では前年の紅白に出演しなかった安室が出演し「Hero」を歌ったことから、結果的に2004年以降の五輪主題歌が全て紅白で歌われたこととなった。また、同じく第68回紅白ではゆずが「栄光の架橋」を歌唱しており、NHKの五輪主題歌が複数の紅白で歌われた初のケースとなった。

## テーマソング一覧

### NHK
| 時季 | 開催年 | 開催地             | 曲名                   | アーティスト           | 備考      |
| ---- | ------ | ------------------ | ---------------------- | ---------------------- | --------- |
| 夏季 | 1964年 | 東京               | テーマソング使用曲なし | テーマソング使用曲なし | [ 注 3 ]  |
| 冬季 | 1972年 | 札幌               | テーマソング使用曲なし | テーマソング使用曲なし | [ 注 4 ]  |
| 夏季 | 1988年 | ソウル             | Heart and Soul         | 浜田麻里               | [ 注 5 ]  |
| 冬季 | 1992年 | アルベールビル     | テーマソング使用曲なし | テーマソング使用曲なし | [ 注 6 ]  |
| 夏季 | 1992年 | バルセロナ         | PARADISE WIND          | 寺田恵子               | [ 注 7 ]  |
| 冬季 | 1994年 | リレハンメル       | 遥かな人へ             | 髙橋真梨子             | [ 注 8 ]  |
| 夏季 | 1996年 | アトランタ         | 熱くなれ               | 大黒摩季               | [ 注 9 ]  |
| 冬季 | 1998年 | 長野               | SHOOTING STAR          | F-BLOOD                | [ 注 10 ] |
| 夏季 | 2000年 | シドニー           | Get U're Dream         | ZARD                   |           |
| 冬季 | 2002年 | ソルトレークシティ | 果てなく続くストーリー | MISIA                  |           |
| 夏季 | 2004年 | アテネ             | 栄光の架橋             | ゆず                   | [ 注 11 ] |
| 冬季 | 2006年 | トリノ             | 誓い                   | 平原綾香               |           |
| 夏季 | 2008年 | 北京               | GIFT                   | Mr.Children            | [ 注 12 ] |
| 冬季 | 2010年 | バンクーバー       | BLESS                  | L'Arc〜en〜Ciel        | [ 注 13 ] |
| 夏季 | 2012年 | ロンドン           | 風が吹いている         | いきものがかり         | [ 注 14 ] |
| 冬季 | 2014年 | ソチ               | 今、咲き誇る花たちよ   | コブクロ               | [ 注 15 ] |
| 夏季 | 2016年 | リオデジャネイロ   | Hero                   | 安室奈美恵             |           |
| 冬季 | 2018年 | 平昌               | サザンカ               | SEKAI NO OWARI         |           |
| 夏季 | 2020年 | 東京               | カイト                 | 嵐                     | [ 注 16 ] |
| 冬季 | 2022年 | 北京               | Fly High               | milet                  | [ 注 17 ] |
| 夏季 | 2024年 | パリ               | 舞台に立って           | YOASOBI                | [ 注 18 ] |

| 時季 | 開催年 | 開催地             | 曲名               | アーティスト       | 備考               |
| ---- | ------ | ------------------ | ------------------ | ------------------ | ------------------ |
| 冬季 | 2002年 | ソルトレークシティ | オリンピックと同様 | オリンピックと同様 | オリンピックと同様 |
| 夏季 | 2004年 | アテネ             | Challenger         | 木下航志           |                    |
| 冬季 | 2006年 | トリノ             | オリンピックと同様 | オリンピックと同様 | オリンピックと同様 |
| 夏季 | 2008年 | 北京               | オリンピックと同様 | オリンピックと同様 | オリンピックと同様 |
| 冬季 | 2010年 | バンクーバー       | オリンピックと同様 | オリンピックと同様 | オリンピックと同様 |
| 夏季 | 2012年 | ロンドン           | オリンピックと同様 | オリンピックと同様 | オリンピックと同様 |
| 冬季 | 2014年 | ソチ               | オリンピックと同様 | オリンピックと同様 | オリンピックと同様 |
| 夏季 | 2016年 | リオデジャネイロ   | オリンピックと同様 | オリンピックと同様 | オリンピックと同様 |
| 冬季 | 2018年 | 平昌               | オリンピックと同様 | オリンピックと同様 | オリンピックと同様 |
| 夏季 | 2020年 | 東京               | オリンピックと同様 | オリンピックと同様 | オリンピックと同様 |
| 冬季 | 2022年 | 北京               | オリンピックと同様 | オリンピックと同様 | オリンピックと同様 |
| 夏季 | 2024年 | パリ               | オリンピックと同様 | オリンピックと同様 | オリンピックと同様 |

### 日本テレビ
| 時季 | 開催年 | 開催地             | 曲名                                                | アーティスト | 備考      |
| ---- | ------ | ------------------ | --------------------------------------------------- | ------------ | --------- |
| 夏季 | 1988年 | ソウル             | ONLY LOVE                                           | HOUND DOG    |           |
| 夏季 | 1992年 | バルセロナ         | 千年前から見つめていた                              | 中西保志     |           |
| 夏季 | 1996年 | アトランタ         | My Love Your Love～たったひとりしかいないあなたへ～ | 渡辺美里     |           |
| 冬季 | 1998年 | 長野               | 明日が聴こえる                                      | J-FRIENDS    |           |
| 夏季 | 2000年 | シドニー           | PARTNERSHIP                                         | 松任谷由実   |           |
| 冬季 | 2002年 | ソルトレークシティ | try your emotion                                    | w-inds.      |           |
| 夏季 | 2004年 | アテネ             | Hero                                                | 嵐           |           |
| 冬季 | 2006年 | トリノ             | Born To Be...                                       | 浜崎あゆみ   |           |
| 夏季 | 2008年 | 北京               | 風の向こうへ                                        | 嵐           |           |
| 冬季 | 2010年 | バンクーバー       | 揺らせ、今を                                        | 嵐           |           |
| 夏季 | 2012年 | ロンドン           | 証                                                  | 嵐           |           |
| 冬季 | 2014年 | ソチ               | Road to Glory                                       | 嵐           |           |
| 夏季 | 2016年 | リオデジャネイロ   | Power of the Paradise                               | 嵐           |           |
| 冬季 | 2018年 | 平昌               | 白が舞う                                            | 嵐           |           |
| 夏季 | 2020年 | 東京               | SMILE〜晴れ渡る空のように〜                         | 桑田佳祐     | [ 注 19 ] |
| 冬季 | 2022年 | 北京               | CRYSTAL MOMENT                                      | KAT-TUN      | [ 注 20 ] |
| 夏季 | 2024年 | パリ               | フルール・ドゥ・ラ・パシオン                        | MISIA        | [ 注 21 ] |

### TBS
| 時季 | 開催年 | 開催地             | 曲名                        | アーティスト         | 備考      |
| ---- | ------ | ------------------ | --------------------------- | -------------------- | --------- |
| 夏季 | 1984年 | ロサンゼルス       | テーマソング使用曲なし      |                      | [ 注 22 ] |
| 夏季 | 1992年 | バルセロナ         | TRUTH                       | 西田ひかる           |           |
| 冬季 | 1998年 | 長野               | Unite! The Night!           | TRF                  |           |
| 夏季 | 2000年 | シドニー           | I WISH                      | モーニング娘。       |           |
| 冬季 | 2002年 | ソルトレークシティ | そうだ! We're ALIVE         | モーニング娘。       |           |
| 夏季 | 2004年 | アテネ             | ススメ!                     | SMAP                 |           |
| 冬季 | 2006年 | トリノ             | まっ白                      | 小田和正             |           |
| 夏季 | 2008年 | 北京               | この瞬間、きっと夢じゃない  | SMAP                 |           |
| 冬季 | 2010年 | バンクーバー       | Heal the World              | マイケル・ジャクソン |           |
| 夏季 | 2012年 | ロンドン           | Moment                      | SMAP                 | [ 注 23 ] |
| 冬季 | 2014年 | ソチ               | Moment                      | SMAP                 | [ 注 23 ] |
| 夏季 | 2016年 | リオデジャネイロ   | ありがとう                  | SMAP                 |           |
| 冬季 | 2018年 | 平昌               | Hero                        | マライア・キャリー   |           |
| 夏季 | 2020年 | 東京               | SMILE〜晴れ渡る空のように〜 | 桑田佳祐             | [ 注 19 ] |
| 冬季 | 2022年 | 北京               | マザーランド                | Ado                  | [ 注 24 ] |
| 夏季 | 2024年 | パリ               | ジャンヌ・ダルクによろしく  | サザンオールスターズ | [ 注 25 ] |

### フジテレビ
| 時季 | 開催年 | 開催地             | 曲名                        | アーティスト            | 備考      |
| ---- | ------ | ------------------ | --------------------------- | ----------------------- | --------- |
| 夏季 | 1992年 | バルセロナ         | RISE                        | T-SQUARE                |           |
| 夏季 | 1996年 | アトランタ         | ありがとう…勇気             | TOKIO                   |           |
| 冬季 | 1998年 | 長野               | 湾岸スキーヤー              | 少年隊                  |           |
| 夏季 | 2000年 | シドニー           | ポリ リズム                 | 久保田利伸              |           |
| 冬季 | 2002年 | ソルトレークシティ | Understanding               | hitomi                  |           |
| 夏季 | 2004年 | アテネ             | 今が人生〜飛翔編〜          | 森山直太朗              |           |
| 冬季 | 2006年 | トリノ             | WIND                        | 倖田來未                |           |
| 夏季 | 2008年 | 北京               | もっと遠くへ                | レミオロメン            |           |
| 冬季 | 2010年 | バンクーバー       | LUCKY☆STAR                  | 大塚愛                  |           |
| 夏季 | 2012年 | ロンドン           | STARS                       | Superfly & トータス松本 |           |
| 冬季 | 2014年 | ソチ               | number one                  | 絢香                    |           |
| 夏季 | 2016年 | リオデジャネイロ   | Joy-ride 〜歓喜のドライブ〜 | EXILE                   |           |
| 冬季 | 2018年 | 平昌               | ハロー カゲロウ             | GReeeeN                 |           |
| 夏季 | 2020年 | 東京               | SMILE〜晴れ渡る空のように〜 | 桑田佳祐                | [ 注 19 ] |
| 夏季 | 2020年 | 東京               | 凛                          | 関ジャニ∞               |           |
| 冬季 | 2022年 | 北京               | 凛                          | 関ジャニ∞               | [ 注 26 ] |
| 夏季 | 2024年 | パリ               | くじら                      | 菅田将暉                |           |

### テレビ朝日
| 時季 | 開催年 | 開催地             | 曲名                        | アーティスト     | 備考      |
| ---- | ------ | ------------------ | --------------------------- | ---------------- | --------- |
| 夏季 | 1980年 | モスクワ           | テレビ朝日スポーツ・テーマ  |                  | [ 注 27 ] |
| 夏季 | 1996年 | アトランタ         | あの夏に戻りたい            | 杏里             |           |
| 冬季 | 1998年 | 長野               | 見つめていたい              | Romi             |           |
| 夏季 | 2000年 | シドニー           | HEY!                        | 福山雅治         |           |
| 冬季 | 2002年 | ソルトレークシティ | Always                      | 前田亘輝         |           |
| 夏季 | 2004年 | アテネ             | ARIGATO                     | B'z              |           |
| 冬季 | 2006年 | トリノ             | Triangle                    | SMAP             |           |
| 夏季 | 2008年 | 北京               | HIGHER STAGE                | 福山雅治         |           |
| 冬季 | 2010年 | バンクーバー       | スーパースター★             | SMAP             |           |
| 夏季 | 2012年 | ロンドン           | GAME                        | 福山雅治         | [ 注 23 ] |
| 冬季 | 2014年 | ソチ               | GAME                        | 福山雅治         | [ 注 23 ] |
| 夏季 | 2016年 | リオデジャネイロ   | 1461日                      | 福山雅治         | [ 注 23 ] |
| 冬季 | 2018年 | 平昌               | 1461日                      | 福山雅治         | [ 注 23 ] |
| 夏季 | 2020年 | 東京               | SMILE〜晴れ渡る空のように〜 | 桑田佳祐         | [ 注 19 ] |
| 夏季 | 2020年 | 東京               | CANDO                       | TEAM SHUZO       |           |
| 冬季 | 2022年 | 北京               | CANDO                       | TEAM SHUZO       | [ 注 28 ] |
| 夏季 | 2024年 | パリ               | アポロドロス                | Mrs. GREEN APPLE | [ 注 29 ] |

### テレビ東京
| 時季 | 開催年 | 開催地             | 曲名                        | アーティスト                                             | 備考      |
| ---- | ------ | ------------------ | --------------------------- | -------------------------------------------------------- | --------- |
| 冬季 | 1998年 | 長野               | 愛は愛さ                    | 田原俊彦                                                 |           |
| 夏季 | 2000年 | シドニー           | SUKIYAKI                    | nikki monroe                                             |           |
| 冬季 | 2002年 | ソルトレークシティ | KEEP ON YOUR SIDE           | 勝又亜依子                                               |           |
| 夏季 | 2004年 | アテネ             | Z!Z!Z! -Zip!Zap!Zipangu!-   | 島谷ひとみ                                               |           |
| 冬季 | 2006年 | トリノ             | Together                    | Crystal Kay                                              |           |
| 夏季 | 2008年 | 北京               | Fly away                    | EXILE                                                    |           |
| 冬季 | 2010年 | バンクーバー       | Believe                     | 青山テルマ                                               |           |
| 夏季 | 2012年 | ロンドン           | Physical                    | Bradberry Orchestra feat. スガシカオ, Salyu, Crystal Kay |           |
| 冬季 | 2014年 | ソチ               | START                       | Every Little Thing                                       |           |
| 夏季 | 2016年 | リオデジャネイロ   | 起死回生                    | 和楽器バンド                                             |           |
| 冬季 | 2018年 | 平昌               | 翼                          | NOKKO                                                    |           |
| 夏季 | 2020年 | 東京               | SMILE〜晴れ渡る空のように〜 | 桑田佳祐                                                 | [ 注 19 ] |
| 冬季 | 2022年 | 北京               | 君にセレナーデ              | 広瀬香美                                                 | [ 注 30 ] |
| 夏季 | 2024年 | パリ               | 逆転トリガー                | スキマスイッチ                                           |           |

### JOC公式
| 時季 | 開催年 | 開催地       | 曲名                                 | アーティスト      | 備考      |
| ---- | ------ | ------------ | ------------------------------------ | ----------------- | --------- |
| 夏季 | 1992年 | バルセロナ   | リラの咲くころバルセロナへ           | 光GENJI           |           |
| 冬季 | 1994年 | リレハンメル | BRAVO!Nippon〜雪と氷のファンタジー〜 | 光GENJI           |           |
| 夏季 | 1996年 | アトランタ   | BEAT YOUR HEART                      | V6                |           |
| 冬季 | 1998年 | 長野         | SHARE 瞳の中のヒーロー               | 杏里              | [ 注 31 ] |
| 夏季 | 2000年 | シドニー     | 水・陸・そら、無限大                 | 19                |           |
| 夏季 | 2004年 | アテネ       | 歌がチカラ                           | KOKIA             |           |
| 夏季 | 2008年 | 北京         | 笑ってみせてくれ                     | BAND FOR "SANKA"  |           |
| 夏季 | 2012年 | ロンドン     | 強く美しく                           | KYOKO☆            |           |
| 冬季 | 2014年 | ソチ         | 君の代わりは居やしない               | モーニング娘。’14 |           |

## 関連商品
アテネ五輪開催前の2004年8月4日にビクターエンタテインメントからNHKの協力の下、『NHKスポーツ・テーマ ベストコレクション』(規格品番：VICL-61422)が発売されている。